# Ziubrîha, Monastîrîșce
Ziubrîha (în ucraineană Зюбриха) este o comună în raionul Monastîrîșce, regiunea Cerkasî, Ucraina, formată numai din satul de reședință.

## Demografie
Componența lingvistică a comunei Ziubrîha
     Ucraineană (99,29%)
     Alte limbi (0,71%)
Conform recensământului din 2001, majoritatea populației comunei Ziubrîha era vorbitoare de ucraineană (99,29%), existând în minoritate și vorbitori de alte limbi.